# 河嶋修
河嶋 修（かわしま おさむ、1893年1月12日 - 1958年9月26日）は、日本の陸軍軍人。最終階級は陸軍少将。

## 経歴
1915年（大正4年）5月25日、陸軍士官学校（27期）卒業、同年12月25日、陸軍歩兵少尉任官。1939年（昭和14年）8月1日、陸軍歩兵大佐、歩兵第48連隊長。1942年（昭和17年）4月1日、留守第56師団参謀長。1944年（昭和19年）3月1日、陸軍少将、同年6月21日、歩兵第82旅団長（第105師団隷下）。
1948年（昭和23年）1月31日、公職追放仮指定を受けた。

## ルソン島で作戦参加
1944年（昭和19年）6月、歩兵第82旅団長としてフィリピンのルソン島に赴任した。河嶋の歩兵第82旅団主力は南東のラモン湾地域に転進し当地にある諸隊を併せて河嶋支隊となった。その任務は、アメリカ軍上陸時にラモン湾の水際防衛にあたることだった。だが第14方面軍（尚武集団）のルソン島防衛方針の変更にともない、1945年（昭和20年）1月1日、振武集団の指揮下に入り、河嶋兵団長としてフィリピンのルソン島のマニラ東方の山中に転進。マニラの水源地であるイポダムを有するイポの防衛を担当する。同年5月にイポを失陥すると、河嶋兵団はその東方に転進して自活自戦に入った。同年9月2日、河嶋は情報を総合して終戦したと判断してアメリカ軍に軍使を派遣した。9月4日、降伏。指揮下の部隊も順次降伏した。

## エピソード
- 1945年（昭和20年）1月3日にイポに指揮権を発動した河嶋兵団では、兵力と陣地構築のための労働力が絶対的に不足していた。これは配属される部隊がその時点で確定していないためと、1月5日と6日に指揮下に掌握したばかりの第14方面軍教育隊や子飼いの独立歩兵第184大隊（歩兵第82旅団隷下）などの部隊の第14方面軍直轄への転属が下命されたためである。1月6日に河嶋兵団は、第4航空軍隷下の飛行場管理や飛行機の整備などを担当する各種部隊の配属をうけたが、翌日に第4航空軍は一転して前日の配属命令の取り消しとルソン島北部への転進を命令した。この際に、河嶋は配属された第4航空軍隷下の全部隊を第4航空軍に復帰させねばならなかったのだが、この命令を無視した。
- 河嶋はあらゆるものに神州という名称を用いた。イポの兵団司令部の860高地を神州山と命名し、自身の宿舎を神州荘、イポの集落を神州村、イポにいた毎日新聞の従軍記者たちの発行する新聞は神州新聞、航空部隊を集成した臨時歩兵の花房部隊(花房兼丸少佐)と友野部隊(友野幾久治中佐)をそれぞれ神州歩兵第1連隊、同第2連隊と呼称、イポ陣地全体を神州要塞と命名した。
- イポ陣地を放棄してさらに東方に転進し、部隊ごとの自活自戦に入ると、どの部隊も飢餓に苦しんだ。それゆえ軍規の荒廃も加速した。日本兵数人によって夜間野営中の兵団司令部が襲撃される事件が発生した。兵団司令部の食糧を狙った強盗行為である。手榴弾の炸裂により河嶋は前額部に擦過傷を負い、河嶋の専属副官の雛形少尉は臀部に重傷を負った。

## 史料の誤記について
- 史料により「河島」「川島」「川嶋」と氏の表記揺れがある。帝国陸軍の公文書での氏名表記は「河嶋修」である[1]。
- 『別冊歴史読本 日本陸軍将官総覧』（新人物往来社、2000年）において、河嶋が戦死して中将に特進した旨の記述があるが、戦死した事実も、中将に特進した事実もない。
- 河嶋兵団副官部に勤務した東口環の著書『比島作戦と河島兵団』において、河嶋が中将に進級した旨の記述があるが、中将に進級した事実はない。